# العلاقات الفانواتية الفرنسية
العلاقات الفانواتية الفرنسية هي العلاقات الثنائية التي تجمع بين فانواتو وفرنسا.

## مقارنة بين البلدين
هذه مقارنة عامة ومرجعية للدولتين:
| وجه المقارنة                                              | فانواتو                                  | فرنسا                                                    |
| --------------------------------------------------------- | ---------------------------------------- | -------------------------------------------------------- |
| المساحة (كم2)                                             | 12.19 ألف                                | 643.80 ألف                                               |
| عدد السكان (نسمة)                                         | 276.24 ألف                               | 67.12 مليون                                              |
| الكثافة السكانية (ن./كم²)                                 | 22.66                                    | 104.26                                                   |
| العاصمة                                                   | بورت فيلا                                | باريس                                                    |
| اللغة الرسمية                                             | اللغة البسلاما، لغة فرنسية، لغة إنجليزية | لغة فرنسية                                               |
| العملة                                                    | فاتو فانواتي                             | يورو، فرنك س ف ب، فرنك فرنسي، Livre tournois ‏            |
| الناتج المحلي الإجمالي (بليون دولار)                      | 862.88 مليون                             | 2.58 تريليون                                             |
| الناتج المحلي الإجمالي (تعادل القوة الشرائية) بليون دولار | 790.76 مليون                             | 2.87 تريليون                                             |
| الناتج المحلي الإجمالي الاسمي للفرد دولار أمريكي          | 2.81 ألف                                 | 36.20 ألف                                                |
| الناتج المحلي الإجمالي للفرد دولار أمريكي                 | 3.03 ألف                                 | 39.33 ألف                                                |
| مؤشر التنمية البشرية                                      | 0.594                                    | 0.888                                                    |
| رمز المكالمات الدولي                                      | +678                                     | +33                                                      |
| رمز الإنترنت                                              | .vu                                      | .fr، .bzh ‏، .tf، .re، .wf، .yt، .pm، .paris              |
| المنطقة الزمنية                                           | ت ع م+11:00                              | أوروبا/باريس ‏، توقيت وسط أوروبا، توقيت وسط أوروبا الصيفي |

## منظمات دولية مشتركة
يشترك البلدان في عضوية مجموعة من المنظمات الدولية، منها:
| علم المنظمة | اسم المنظمة                        | تاريخ انضمام فانواتو | تاريخ انضمام فرنسا |
| ----------- | ---------------------------------- | -------------------- | ------------------ |
|             | يونسكو                             | 10 فبراير 1994       | 4 نوفمبر 1946      |
|             | مؤسسة التمويل الدولية              | 28 سبتمبر 1981       | 20 يوليو 1956      |
|             | بنك التنمية الآسيوي                | 1981                 | 1970               |
|             | منظمة حظر الأسلحة الكيميائية       | ?                    | ?                  |
|             | مؤسسة التنمية الدولية              | 28 سبتمبر 1981       | 30 ديسمبر 1960     |
|             | منظمة التجارة العالمية             | ?                    | 1995               |
|             | وكالة ضمان الاستثمار متعدد الأطراف | 27 يوليو 1988        | 28 ديسمبر 1989     |
|             | الاتحاد البريدي العالمي            | ?                    | ?                  |
|             | الاتحاد الدولي للاتصالات           | 30 مارس 1988         | 1866               |
|             | الأمم المتحدة                      | 15 سبتمبر 1981       | 24 أكتوبر 1945     |
|             | البنك الدولي للإنشاء والتعمير      | 28 سبتمبر 1981       | 27 ديسمبر 1945     |
|             | المنظمة الهيدروغرافية الدولية      | ?                    | ?                  |

## وصلات خارجية
- موقع وزارة الخارجية الفرنسية